# Mamadou Diakité (basket-ball)
Pour les articles homonymes, voir Mamadou Diakité et Diakité.
Mamadou Diakité, né le 8 juillet 1982 à Paris, est un joueur français de basket-ball.

## Clubs
- 2001 - 2002 :  Chalon-sur-Saône (Pro A) espoir
- 2002 - ???? :  Antibes (Pro A)